# 方道生
方道生（英語：Fong To-sang, Dawson），香港著名腦外科醫生。早年曾經就讀英華書院，1979年畢業於香港大學醫學院。曾經擔任屯門醫院腦外科部門主管，並爲馬尼拉人質事件中受重傷的梁頌學治療。2014年於醫院管理局退休，與已離職的屯門醫院腦外科舊同僚一起於私人執業，並以掛單形式在港怡醫院腦外科門診看症，暫定每周一日。